# Scolecura
Scolecura là một chi nhện trong họ Linyphiidae.

## Các loài
Các loài trong chi này gồm:
- Scolecura cambara Rodrigues, 2005
- Scolecura cognata Millidge, 1991
- Scolecura parilis Millidge, 1991
- Scolecura propinqua Millidge, 1991